# Bánh quy giòn

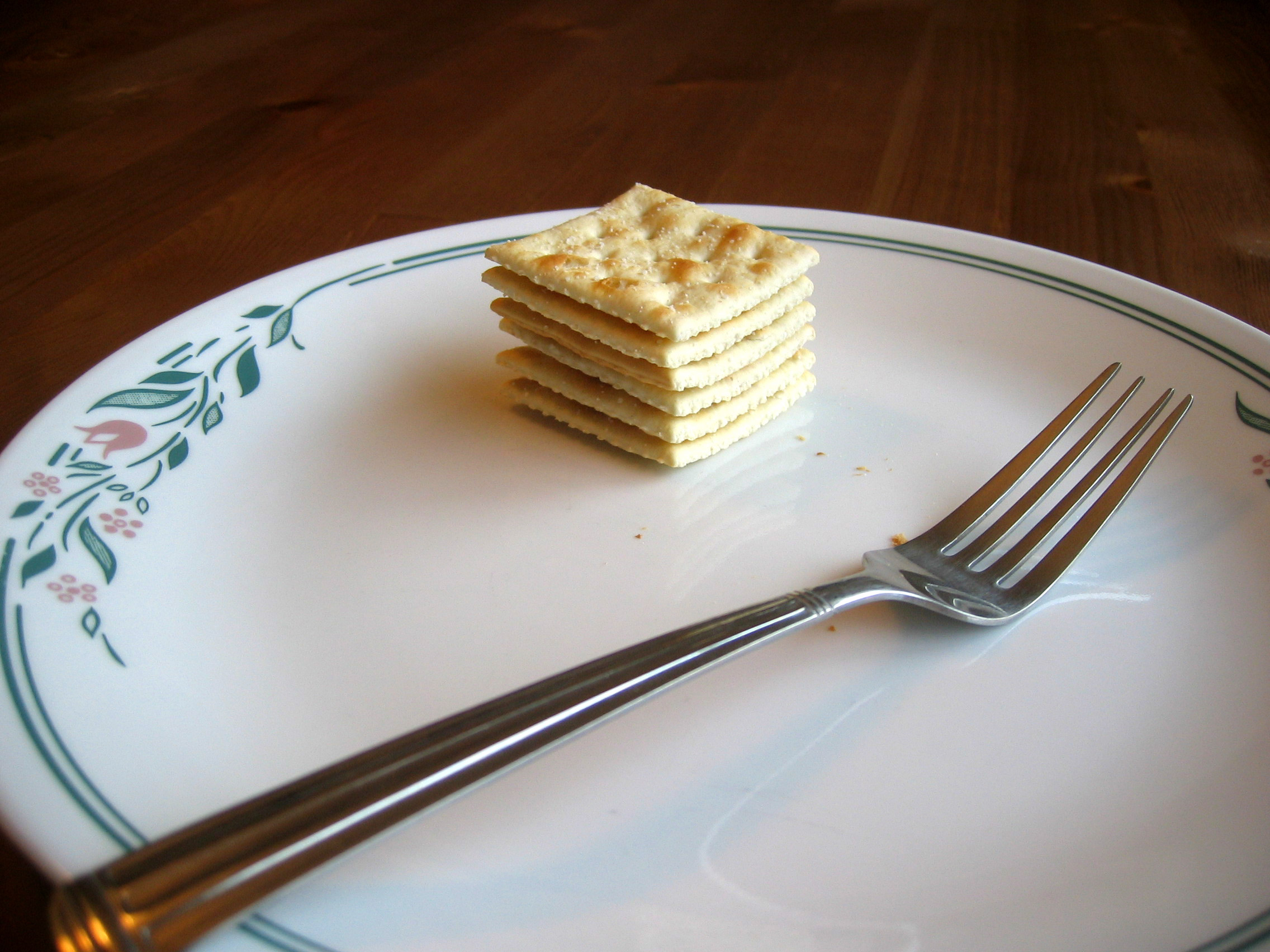
Bánh quy giòn bày trên đĩa

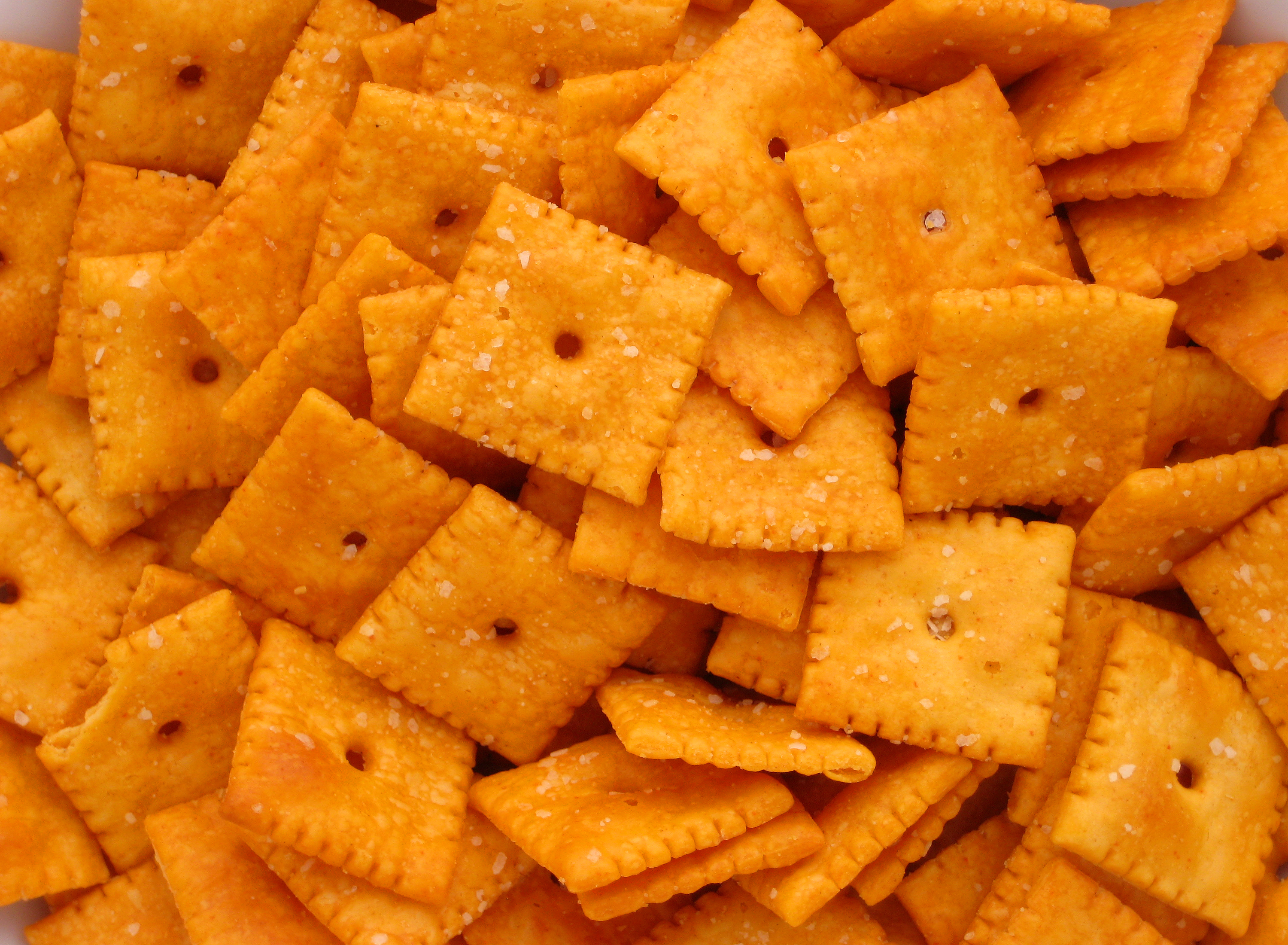
Bánh quy giòn phô mai

Bánh quy giòn (Cracker) là một loại bánh quy nướng dạng mỏng, khô giòn thường được làm bằng bột mì. Hương vị hoặc gia vị, chẳng hạn như muối, thảo mộc, hạt hoặc phô mai có thể được thêm vào bột hoặc rắc lên trên trước khi nướng. Bánh quy thường được coi là một cách bổ dưỡng và tiện lợi để ăn kèm với thức ăn chính hoặc ăn chung với các loại hạt ngũ cốc. Bánh quy giòn có thể ăn riêng, nhưng cũng có thể ăn kèm với các loại thực phẩm khác như pho mát hoặc thịt thái lát, trái cây, nước chấm, hoặc các loại đồ phết mềm như mứt trái cây, bơ, bơ đậu phộng, hoặc mousse. Bánh quy giòn nhạt hoặc nhẹ đôi khi được dùng làm chất làm sạch vòm miệng trong quá trình thử nghiệm sản phẩm thực phẩm hoặc thử nghiệm hương vị, giữa các lần thử mẫu. Bánh quy giòn cũng có thể được bẻ vụn và thêm vào món súp. 
Bánh quy giòn hiện đại có phần giống với bánh quy trên tàu hàng hải, và bánh Thánh. Các phiên bản đầu tiên khác của bánh quy giòn có thể được tìm thấy trong các loại bánh mì dẹt cổ xưa, chẳng hạn như lavash, pita, Matzah, flatbrød và crispbread. Các loại bánh quy giòn tương tự ở châu Á bao gồm papadum, senbei và num kreab. Các chấm lỗ đặc trưng được tìm thấy trong nhiều loại bánh quy giòn, các lỗ này được chọc vào bột để ngăn không cho các túi khí quá lớn hình thành trong bánh quy giòn khi nướng. Trong tiếng Anh Mỹ, tên "cracker" (bẻ ra giòn rụm) thường dùng để chỉ bánh quy dẹt vị mặn hoặc bánh quy mặn, trong khi thuật ngữ "cookie" được dùng để chỉ đồ ngọt. Bánh quy giòn cũng thường được làm theo cách khác đó là bánh quy được làm bằng cách xếp lớp bột, trong khi bánh quy, ngoài việc thêm đường, thường sử dụng chất làm nở hóa học, có thể cho thêm trứng và theo những cách khác được làm giống các loại bánh hơn. Trong tiếng Anh Anh, bánh quy đôi khi được gọi là bánh quy nước hoặc bánh quy mặn.